# Rimavská Baňa
Rimavská Baňa é um município da Eslováquia, situado no distrito de Rimavská Sobota, na região de Banská Bystrica. Tem 26,21 km² de área e sua população em 2018 foi estimada em 532 habitantes.

## Demografia
| Ano:        | 1994 | 2004   | 2014    | 2024   |
| ----------- | ---- | ------ | ------- | ------ |
| Broj ljudi: | 408  | 440    | 536     | 502    |
| Razlika:    |      | +7,84% | +21,81% | -6,34% |

| Ano:               | 2023 | 2024   |
| ------------------ | ---- | ------ |
| Número de pessoas: | 510  | 502    |
| Diferença:         |      | -1,56% |